# Moerassikkelmos
Moerassikkelmos (Drepanocladus aduncus) is een soort uit de pluisdraadmosfamilie (Amblystegiaceae).

## Determinatie
Moerassikkelmos is een slaapmos met stengels van ± 5–10 cm lang; hieruit groeien onregelmatig verdeelde, meestal sikkelvormige, niet gerimpelde bladeren die aan de punt ook licht getand kunnen zijn. Hun basale laminacellen op het bladoppervlak zijn geelgroen van kleur en hebben slechts zelden poriën. De dikwandige bladvleugelcellen, die in grote aantallen voorkomen, bereiken nauwelijks de lange nerf van het blad, die doorloopt tot aan de punt. Sporofyten zijn uiterst zeldzaam.

## Ecologie
Moerassikkelmos kent binnen de natte milieutypen een zeer brede ecologische amplitude. Het groeit vooral op natte plaatsen zoals natte heidevelden (vooral vennen), moerassen, vochtige, soms ondergelopen weilanden en de randen van kleine beekjes of meren. Soms komt de soort ook voor op natte akkers of op steentaluds langs rivieren.

## Verspreiding
Het verspreidingsgebied van moerassikkelmos strekt zich uit over het hele noordelijk halfrond, maar ook op sommige plaatsen in Zuid-Amerika, Nieuw-Zeeland en Australië.
In Nederland is moerassikkelmos algemeen. Het staat niet op de Nederlandse Rode Lijst en is niet bedreigd.